# تياغو سانتوس
تياغو سانتوس ((بالإنجليزية: Thiago Santos)‏؛ مواليد 2 أغسطس 1990) لاعب كرة قدم برازيلي يجيد اللعب في مركز الهجوم لعب سابقاً مع نادي اتحاد كلباء .

## روابط خارجية
- تياغو سانتوس على موقع قاعدة بيانات كرة القدم.إي يو (الإنجليزية)
- تياغو سانتوس على موقع Soccerway.com (الإنجليزية)

تياغو سانتوس